# 聖烏登羅德
聖烏登羅德（荷蘭語：Sint-Oedenrode，荷蘭語發音：[sɪnt ˈudə(n)roːdə] ⓘ）是荷蘭的一個城镇和旧市镇，位於北布拉班特省。2017年1月1日，圣乌登罗德与斯海恩德尔和費赫爾合并为新市镇“迈厄赖斯塔德”

## 外部連結
- 维基共享资源上的相關多媒體資源：聖烏登羅德